# La Bourgogne
Pour les articles homonymes, voir Bourgogne.
La Bourgogne est un paquebot-poste de la Compagnie générale transatlantique, mis en service en 1886 pour assurer la liaison New York - Le Havre. En juillet 1898, après son départ de New York et alors qu'il navigue dans une forte brume au large la Nouvelle Écosse, il subit un violent abordage par le trois-mâts écossais Cromartyshire et coule peu après. Le naufrage fait plus de 500 morts.

## Histoire
La Bourgogne a été mis en chantier aux Forges et Chantiers de la Méditerranée de La Seyne-sur-Mer en 1884. Il est le deuxième paquebot d'une série dite « série des provinces » de quatre navires-jumeaux avec La Champagne, La Bretagne et La Gascogne, tous mis en service en 1886. 
Il est mis en service en juin 1886 sur la ligne transatlantique Le Havre—New York.
En février 1896, il entre en collision et coule l'Ailsa, de l'Atlas Line.
En 1895, il est équipé de chaudières neuves et d'une machine à quadruple expansion. Ses cheminées sont rehaussées et les deux mâts médians supprimés.

### Naufrage
Le 2 juillet 1898, La Bourgogne quitte New York pour une nouvelle traversée transatlantique avec, à son bord, plus de 500 passagers et 200 membres d'équipage. Les passagers se répartissent en 85 passagers de 1re classe, 128 de 2de et 296 de 3e classe ou « passagers d'entrepont ».
Le 4 juillet, vers 5 heures du matin, alors qu'il navigue à vitesse réduite dans un brouillard très dense, fréquent dans cette zone de l'Atlantique nord, le voilier trois mâts Cromartyshire qui faisait route vers Philadelphie le percute violemment par tribord avant. Sous le choc, trois des six canots de sauvetage installés à tribord sont détruits, la passerelle est endommagée mais surtout deux brèches à hauteur de la ligne de flottaison sont ouvertes dans la coque, touchant quatre compartiments du navire. Le navire tente alors de faire route vers l'île de Sable, distante de 60 milles marins pour tenter de s'y échouer mais il coule une heure après la collision. Les rescapés, 165 ou 184 suivant les sources, sont recueillis par le Cromartyshire puis transférés sur le paquebot SS Grecian de l'Allan Line qui prend le voilier en remorque et se rend à Halifax.

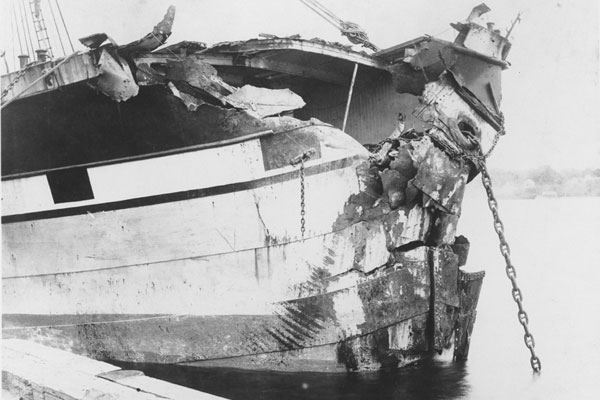
La proue accidentée du Cromartyshire à quai dans le port d'Halifax.

L'accident cause la mort de plus de 500 personnes, ce qui en fait la pire catastrophe de l'histoire de la Compagnie générale transatlantique en temps de paix. Le commandant du navire, Antoine Charles Louis Deloncle, père d'Eugène Deloncle, dans la plus pure tradition maritime, refuse de quitter sa passerelle, donnant des ordres avec le plus grand calme et réussissant à faire exécuter beaucoup de tâches à l'équipage ; il disparaît avec son navire. Parmi les victimes du naufrage, on peut citer le peintre et musicien Léon Pourtau, le peintre américain De Scott Evans, le lutteur ottoman Youssouf Ismaelo (en) ou l'ingénieur américain Anthony Pollok (en).

## Hommages
Un monument a été érigé au cimetière Sainte-Marie du Havre où sont venues depuis s'agréger des plaques pour d'autres naufrages de navires.
Une rue de Cahors porte le nom de rue Louis Deloncle, né dans cette ville
Un prix Anthony-Pollock exista durant quelques années après le naufrage pour récompenser une invention pour le sauvetage en mer.

## Dans la culture

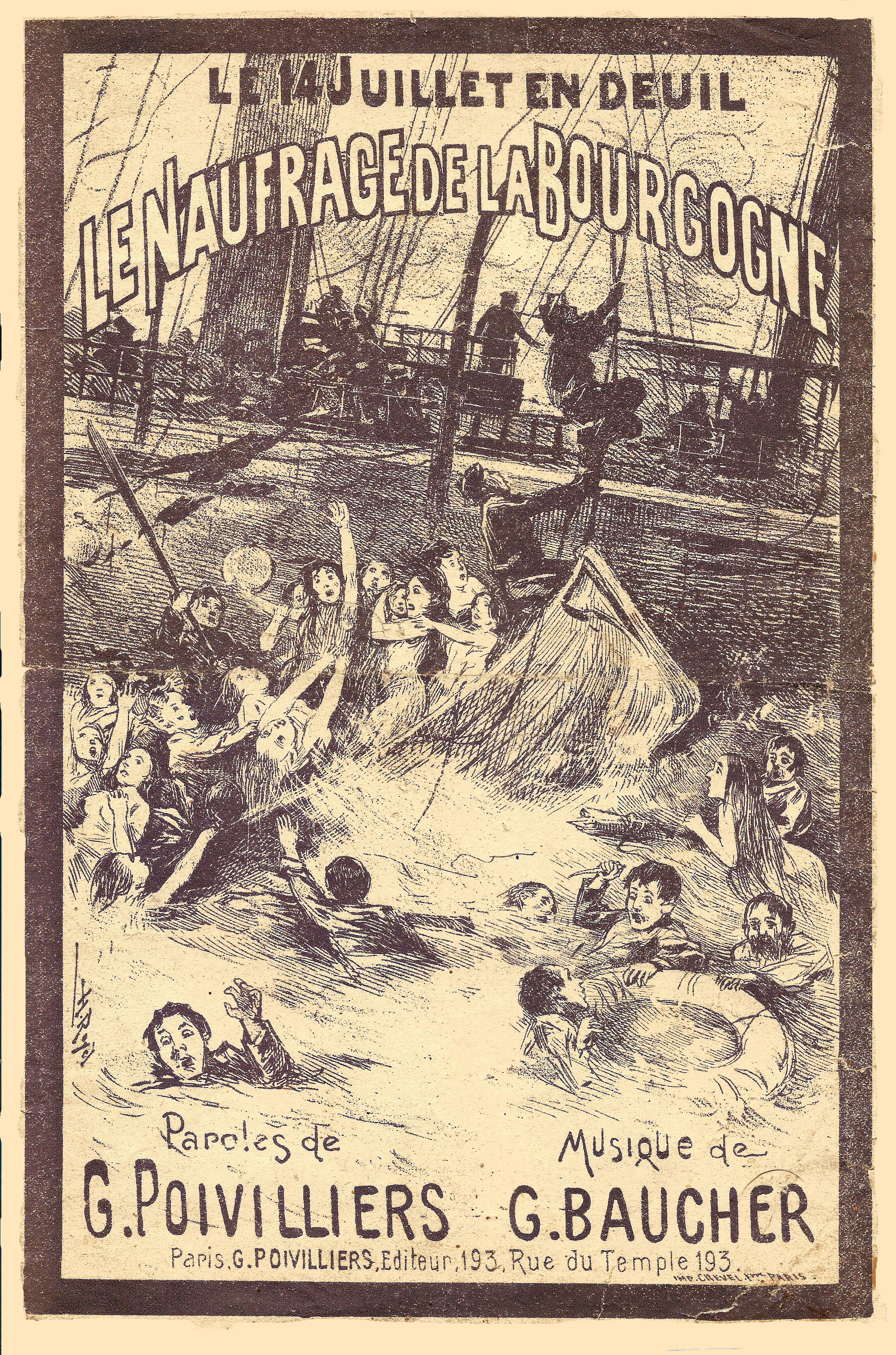
Partition musicale de Le naufrage de La Bourgogne.

André Gide, dans Les Faux-monnayeurs, œuvre de 1925, au chapitre 7 de la partie I, fait raconter à son personnage féminin Lady Griffith un épisode tragique — romancé — de ce naufrage. La jeune femme donne à son récit une valeur allégorique.
Une chanson d'actualité fut composée par Georges Baucher sur des paroles de Georges Poivilliers.